# Rio Santa Maria (Brésil)
Pour les articles homonymes, voir Río Santa María.
 (août 2014).
Si vous disposez d'ouvrages ou d'articles de référence ou si vous connaissez des sites web de qualité traitant du thème abordé ici, merci de compléter l'article en donnant les références utiles à sa vérifiabilité et en les liant à la section « Notes et références ».
 (août 2014).
Le rio Santa Maria est un cours d'eau brésilien de l'État du Rio Grande do Sul, et un affluent du rio Ibicuí, donc un sous-affluent du río Uruguay. 

## Géographie
Il naît au Nord-Est de la municipalité de Dom Pedrito et forme, en se joignant au rio Ibidui da Armada, le rio Ibicuí. Sous cette dernière dénomination, il rejoint le río Uruguay. 
Son bassin hydrographique se situe sur la frontière Sud-Est de l'État, baignant six municipalités, Rosário do Sul, Cacequi, Santana do Livramento, Dom Pedrito, São Gabriel, Lavras do Sul, et recouvre une superficie de 15 739 km2, correspondant approximativement à 5,6 % de la surface du Rio Grande do Sul.